# Nauki fizyczne
Nauki fizyczne – grupa dyscyplin naukowych, która w Polsce w 2011 obejmowała:
- astronomię
- biofizykę
- fizykę
- geofizykę